# Єлизаветівка (Полтавський район)
Єлизаве́тівка —  село в Україні, у Диканській селищній громаді Полтавського району Полтавської області. Населення становить 21 осіб. До 2020 орган місцевого самоврядування — Петро-Давидівська сільська рада.

## Географія
Село Єлизаветівка знаходиться біля витоків річки Гараганка, нижче за течією примикає село Марченки. Річка в цьому місці пересихає, на ній зроблена невелика загата.

## Історія
12 червня 2020 року, відповідно до розпорядження Кабінету Міністрів України № 721-р «Про визначення адміністративних центрів та затвердження територій територіальних громад Полтавської області», село увійшло до складу Диканської селищної громади.
19 липня 2020 року, в результаті адміністративно - територіальної реформи та ліквідації Диканського району, село увійшло до складу новоутвореного Полтавського району.

## Економіка
- Птахо-товарна ферма.